# Cynoglossum magellense
Cynoglossum magellense là loài thực vật có hoa trong họ Mồ hôi. Loài này được Ten. mô tả khoa học đầu tiên năm 1811.